# ドーバー (デラウェア州)
座標: 北緯39度9分43秒 西経75度31分36秒 / 北緯39.16194度 西経75.52667度
ドーバー（Dover）は、アメリカ合衆国デラウェア州の州都。同州中央部、チェサピーク湾とデラウェア湾にはさまれたデルマーバ半島に位置する。同州の最大都市ウィルミントンからは南へ約80kmである。市の南東にはドーバー空軍基地がある。また、ドーバー・インターナショナル・スピードウェイでのNASCARのレースでも知られている。人口は3万9403人（2020年）。
なお、デラウェア州は連邦最初の州であり、したがってドーバーも連邦最初の州都である。市の別名をThe State Capital since 1777（1777年から州都であった都市）という。

## 歴史
1683年、クエーカー教徒のウィリアム・ペンによって新設されたケント郡にドーバーの町が建設された。ドーバーは1717年にデラウェア州議会の特別議会の承認によって正式な市となった。独立戦争中は、ドーバーはデラウェア州の兵の召集地であった。1777年、ドーバーが州の中央部にあるという地理的な条件を理由に、デラウェアの州都がニューキャッスルからドーバーに移された。1787年12月7日にはデラウェア州が連邦最初の州となった。
南北戦争までの間、デラウェア州は奴隷州であった。しかし、実際には深南部諸州のように奴隷制度は広まってはおらず、奴隷はごく少数であった。南北戦争中は、奴隷州でありながら連邦側についていた「ボーダー・ステート」と呼ばれる州のひとつであった。そうした背景や、自由州であるニュージャージー州やペンシルベニア州との地理的な近さから、ドーバーは地下鉄道の重要な拠点であった。もともとクエーカー教徒が建設した町であり、クエーカー教徒の大規模なコミュニティが存在していたことも、奴隷解放への機運を高める要素となった。

## 地理
ドーバーは、北緯39度9分43秒 西経75度31分36秒 / 北緯39.16194度 西経75.52667度に位置している。アメリカ合衆国統計局によると、ドーバー市は総面積58.8km²（22.7mi²）である。このうち58.0km²（22.4mi²）が陸地で0.8km²（0.3mi²）が水域である。総面積の1.32%が水域となっている。
ダウンタウンにはザ・グリーン（The Green）と呼ばれる広場がある。かつては、この広場は兵を集めたり、出陣式を行ったりといった愛国的イベントが執り行われていた。今日では歴史地区の中心部となっており、また、デラウェア州最高裁判所やケント郡地方裁判所が隣接する、市の司法地区の中心ともなっている。

## 交通
ドーバーには市の玄関口となる民間の空港がない。したがって近隣の大都市のフィラデルフィア国際空港かボルチモア・ワシントン国際空港を利用し、車でドーバーを目指すことになる。
ドーバーには州間高速道路Route 1が北のニューカッスルまで通っていて国道95号線へとつながっている。ウィルミントンとの間は国道13号線が高速道路規格になっている。車ではフィラデルフィアから約124km、ボルチモアからは約160kmである。
グレイハウンドのバスはあり、北はニューヨーク市、南はバージニア州のノーフォークへと通じている。ドーバーとウィルミントン及びその他の（デラウェア州内）場所へとは、州が運営するバスを利用できる。アムトラックの駅はなく、ウィルミントン駅を利用することになる。ウィルミントン駅にはワシントンD.C.とボストンを結ぶ超特急アセラ・エクスプレスや、フィラデルフィアの通勤電車であるSEPTAも停車する。

## 経済

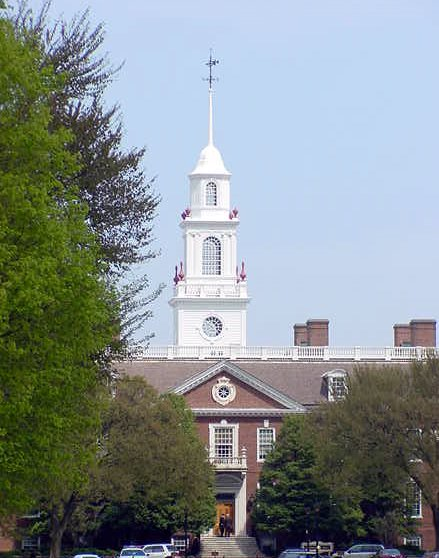
デラウェア州会議事堂

ドーバーの雇用を支えているのは政府部門である。州都であることから、州の機関の大部分がドーバーに位置している。しかし、企業の本社や法律事務所を多く抱え、州の経済の中心をなしているのは最大都市ウィルミントンである。
ドーバー周辺は生活費が安価であること、生活の質が高いことから州内では最も高い成長を遂げている地域のひとつである。デラウェア州政府やケント郡政府に加え、ドーバーの重要な雇用主として挙げられるのはドーバー空軍基地である。このほか、プレイテックスの工場や、軍用・航空宇宙用繊維業のILCドーバーの本拠地もドーバーである。
このほか、ドーバー・インターナショナル・スピードウェイでNASCARのレースが年2回開催される。開催時には100,000人を超える観客を集め、ドーバーに100万ドル単位の経済波及効果をもたらしている。

## 教育
ドーバーはデラウェア州立大学とウェスレー・カレッジの所在地である。デラウェア州立大学はデラウェア州唯一のHistorically Black Collegeと呼ばれる、アフリカン・アメリカンの学生のための高等教育機関としてつくられた大学である。このほか、デラウェア・コミュニティー･カレッジとウィルミントン大学（Wilmington University)のサテライト校がある。
公立高校はドーバー高校とシーザー・ロドニー高校（所在地はカムデン）の2校がある。

## 文化施設
- シュワルツ芸術センター - ドーバー・オペラハウスとして1904年に建立。近年建て替えられて現在の名称になった。ドーバー・シンフォニー・オーケストラの公演のほか、バレエの公演や名画放映も行っている。
- デラウェア州立図書館
- デラウェア州立博物館
- デラウェア州立公文書館
- セウェル・C・ビッグス・アメリカ美術館 - ダウンタウンの歴史地区に立地。植民地時代から現在に至るまでのコレクションを有する。
- ジョンソン・ビクトーラ博物館－蓄音機の博物館で蓄音機の歴史と多数の展示がある。

## 人口動態
以下は2000年国勢調査による人口統計データである。
| 基礎データ - 人口: 32,135人 - 世帯数: 12,340世帯 - 家族数: 7,502家族 - 人口密度: 554.1人/km²（1,435.0人/mi²） - 住居数: 13,195軒 - 住居密度: 227.5軒/km²（589.2軒/mi²） 人種別人口構成 - 白人: 54.94% - アフリカン・アメリカン: 37.22% - ネイティブ・アメリカン: 0.45% - アジア人: 3.16% - 太平洋諸島系: 0.04% - その他の人種: 1.57% - 混血: 2.62%である - ヒスパニックまたはラテン系: 4.13% 年齢別人口構成 - 18歳未満: 23.5% - 18-24歳: 15.7% - 25-44歳: 27.9% - 45-64歳: 19.5% - 65歳以上: 13.3% - 年齢の中央値: 33歳 - 性比（女性100人あたり男性の人口） - 総人口: 88.9 - 18歳以上: 85.1 | 世帯と家族（対世帯数） - 18歳未満の子供がいる: 30.0% - 結婚・同居している夫婦: 40.4% - 未婚・離婚・死別女性が世帯主: 16.7% - 非家族世帯: 39.2% - 単身世帯: 31.4% - 65歳以上の老人1人暮らし: 10.6% - 平均構成人数 - 世帯: 2.35人 - 家族: 2.98人 収入と家計 - 収入の中央値 - 世帯: 38,669米ドル - 家族: 48,338米ドル - 性別 - 男性: 34,824米ドル - 女性: 26,061米ドル - 人口1人あたり収入: 19,445米ドル - 貧困線以下 - 対人口: 13.8% - 対家族数: 11.5% - 18歳未満: 19.6% - 65歳以上: 10.4% |

## 註
1. ↑  “Quickfacts.census.gov”. 2023年11月25日閲覧。
2. ↑  地下鉄道とは、南部の奴隷州から逃げてきた黒人奴隷を秘密裏に北部の自由州へ、さらには国境を越えてカナダへと逃がしていた逃避路、および逃亡を手伝った秘密結社のことである。オハイオ州がつとに有名で、「自由へのゲートウェイ」であったシンシナティをはじめ、州内至るところに逃避路が張り巡らされていた。
3. ↑  ただし、州間高速道路I-95には直接つながっていない
4. ↑  ウィルミントン経由
5. ↑  チェサピーク湾に架かるチェサピーク橋経由
6. ↑  http://www.k12.de.us/dover/
7. ↑  http://www.k12.de.us/crhs/